# Ottorino Respighi
Ottorino Respighi, Accademico d'Italia (Bologna, 9 luglio 1879 – Roma, 18 aprile 1936), è stato un compositore, musicologo e direttore d'orchestra italiano.
Appartiene al gruppo di musicisti reali artefici del rinnovamento della musica italiana di quegli anni, noti come "generazione dell'Ottanta", insieme ad Alfredo Casella, Franco Alfano, Gian Francesco Malipiero e Ildebrando Pizzetti. Respighi compose molte opere di vario genere (sonate, concerti, suites, opere liriche, cicli per voce e pianoforte e altro), ma è noto soprattutto per una serie di poemi sinfonici dedicati a Roma (la Trilogia romana) di cui il secondo, I pini di Roma, è il più celebre e di gran lunga il più inciso.
Fu anche attivo come trascrittore e musicologo; in quest'ottica s'inseriscono le Antiche arie e danze per liuto (suites I, II e III), orchestrazione di brani rinascimentali, ma anche le trascrizioni per orchestra della Passacaglia BWV 582 di Johann Sebastian Bach, degli Études-Tableaux di Rachmaninoff e di brani originariamente scritti per pianoforte da Gioachino Rossini. S'interessò inoltre di musica gregoriana e produsse un Concerto gregoriano per violino e orchestra (1921) e la suite sinfonica Vetrate di chiesa (1926), basata su melodie gregoriane.

## Biografia

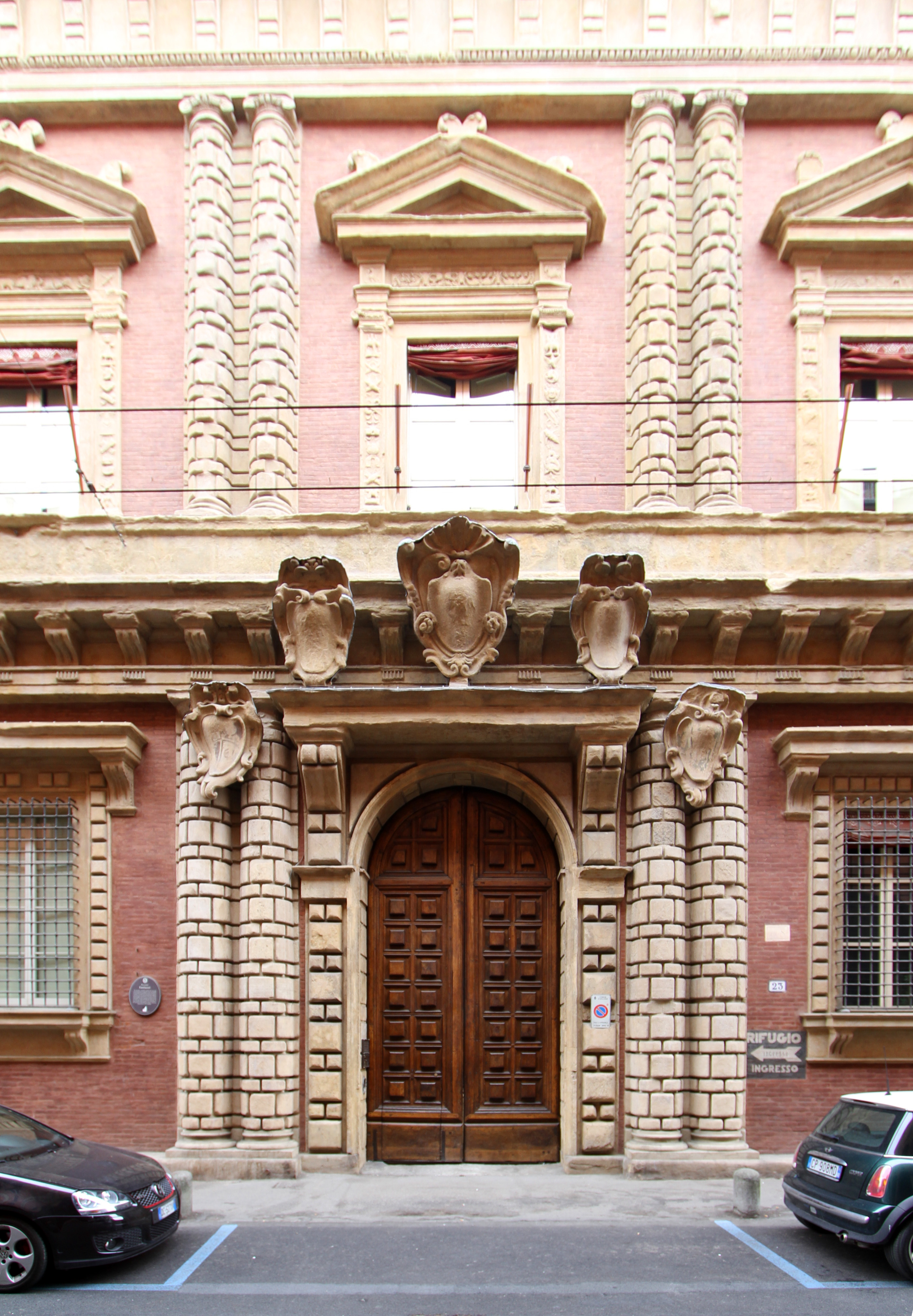
L'ingresso di Palazzo Fantuzzi, prima dimora di Respighi.

Ottorino Respighi era il terzo e ultimo figlio di Giuseppe Respighi, figlio a sua volta di un organista del duomo di Borgo San Donnino (l'attuale Fidenza), e di Ersilia Putti, discendente da una famiglia di scultori di prestigio.
Iniziò gli studi musicali di pianoforte e violino sotto la guida del padre Giuseppe, per poi frequentare la classe di composizione di Giuseppe Martucci e la classe di violino di Federico Sarti presso il Conservatorio di Bologna, suonare nell'orchestra del Teatro Comunale di Bologna e recarsi in Russia in qualità di prima viola dell'orchestra del Teatro Imperiale a San Pietroburgo per la stagione d'opera italiana; fu in quel contesto che ebbe modo di studiare, per cinque mesi, con Nikolaj Rimskij-Korsakov, con il quale poté apprendere a fondo l'arte della sinfonia orchestrale e del poema sinfonico. Nel 1908 fu chiamato a Berlino dal famoso soprano ungherese di fama internazionale Etelka Gerster come pianista accompagnatore della sua scuola di canto, incarico che gli permise di conoscere Arthur Nikisch, Ferruccio Busoni, nonché di studiare composizione con Max Bruch. Fino al 1908 la sua attività principale fu quella di violista (fece parte anche del "Quintetto Mugellini" insieme ai violinisti Mario Corti e Romualdo Fantuzzi, al violoncellista Antonio Certani e al pianista Bruno Mugellini), in seguito si dedicò interamente alla composizione.

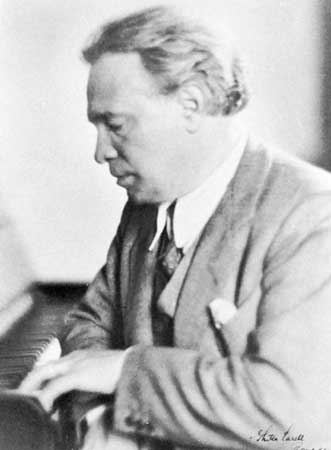
Ottorino Respighi nel 1935

Respighi si trasferì a Roma nel 1913, dove visse per il resto della sua vita; fu docente di composizione del Conservatorio Santa Cecilia, di cui fu anche direttore dal 1923 al 1926. Il 23 marzo 1932, Respighi fu eletto Membro dell'Accademia d'Italia fondata da Benito Mussolini.
Fu membro della Massoneria.

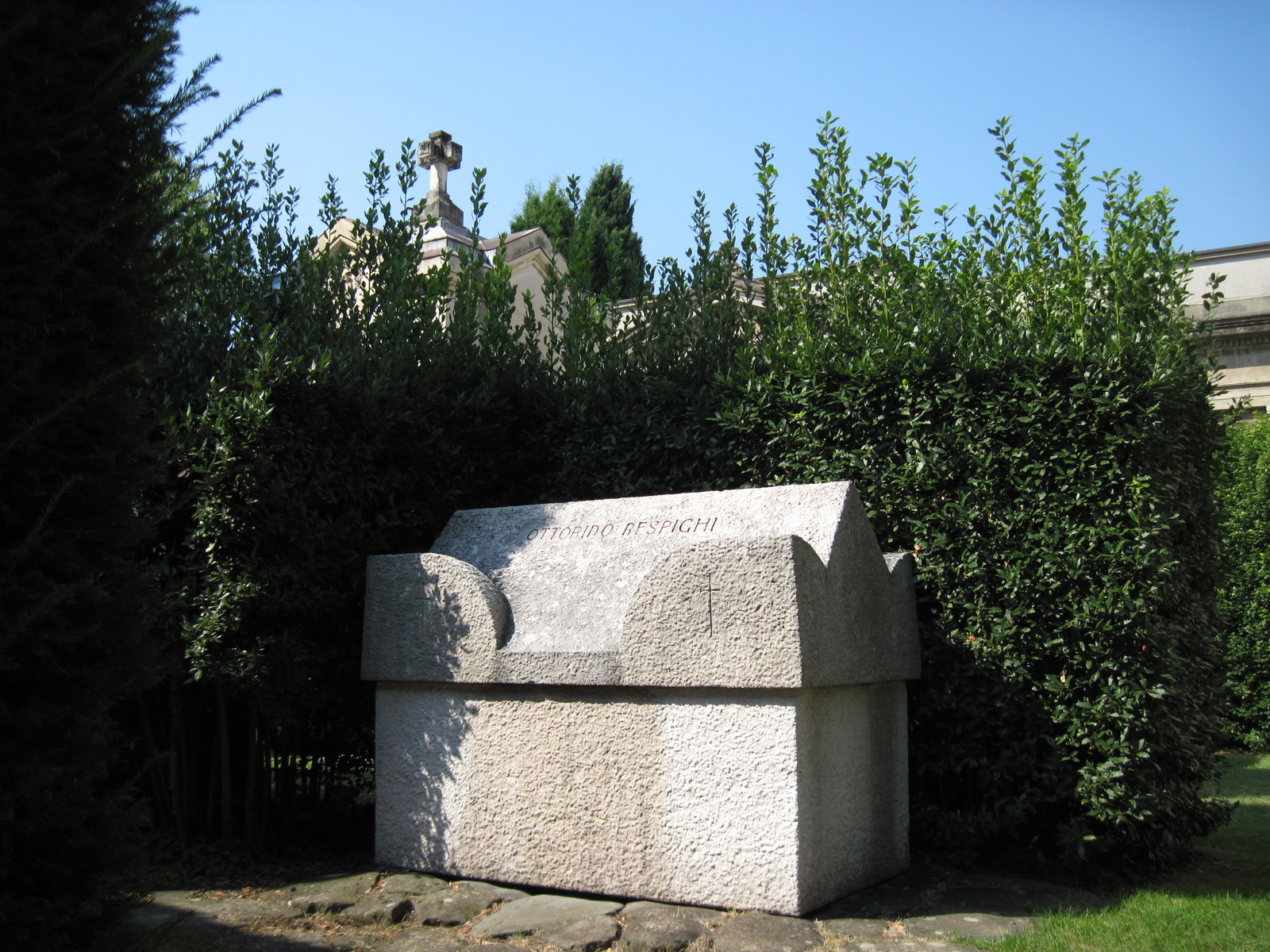
Tomba di Respighi alla Certosa di Bologna, Italia

Nel 1919 Respighi sposò Elsa Olivieri Sangiacomo, compositrice, cantante e pianista che era stata sua allieva al conservatorio, e che completa assieme a Ennio Porrino (anch'egli suo allievo a Roma) l'ultima opera lirica, Lucrezia, lasciata incompiuta dal maestro che morì infatti per un'endocardite nel 1936, all'età di cinquantasei anni e otto mesi, nella sua villa romana "I Pini" in via della Camilluccia (acquistata dai Principi Colonna e risistemata con i consigli dell'architetto Marcello Piacentini, che disegnò fra l'altro il caminetto nello studio).
Ottorino ed Elsa Respighi sono sepolti insieme nel cimitero monumentale della Certosa di Bologna, il loro sarcofago si trova nel Campo Carducci, lato ovest, al numero 12/2, vicino al monumento a Giosuè Carducci.
Il 19 giugno, dopo la morte del maestro sinfonista, il tratto di via de' Castagnoli a fianco del Teatro Comunale dove egli visse da ragazzo con la sua famiglia venne intitolato "largo Respighi".

## La musica
(Alberto Cantù, Respighi compositore, Torino, Eda, 1985)
Ottorino Respighi fu anche musicologo, particolarmente devoto alla musica italiana del periodo tra il XVI ed il XVIII secolo; pubblicò e revisionò musiche di Claudio Monteverdi, Antonio Vivaldi e Benedetto Marcello, e si interessò in modo particolare al canto gregoriano; tali interessi erano destinati a lasciare una traccia molto profonda sulla sua attività compositiva, al punto che molte delle sue opere hanno un'impostazione decisamente modale ("Concerto in modo misolidio", "Quartetto dorico", "Metamorphoseon XII Modi", solo per citare gli esempi più eclatanti, in cui il titolo stesso delle composizioni si riferisce ai modi gregoriani). 
Insieme a Sebastiano Arturo Luciani, poi, pubblicò Orpheus manuale di storia e forme della musica occidentale.
Maestro dell'orchestrazione, Respighi ha trascritto numerose delle melodie antiche su cui studiò e lavorò in versione orchestrale: vanno citati in merito i tre cicli intitolati Antiche arie e danze per liuto, orchestrazione di brani risalenti al XVI e XVII secolo, e Gli uccelli, trascrizione ed elaborazione di brani di Bernardo Pasquini, Jacques Gallot, Jean Philippe Rameau e altri. Egualmente degne di nota sono inoltre le trascrizioni orchestrali della Passacaglia per organo di Bach, degli Études-Tableaux di Rachmaninov, e dei pezzi pianistici di Rossini per il balletto La boutique fantasque, che testimoniano la sua straordinaria versatilità e restano tra i migliori esempi del genere.
Tra le sue opere orchestrali più famose vi è la cosiddetta Trilogia romana, composta dai poemi sinfonici Le fontane di Roma (1916), I pini di Roma (1924) e Feste romane (1928), lavori questi in cui si notano chiaramente le peculiarità del linguaggio maturo del compositore: su un impianto di fondo spesso modale, vengono fatte gravitare armonie cromatiche tipiche del primo Novecento, nelle quali si possono riconoscere influenze specifiche di Debussy, Richard Strauss e Stravinskij.

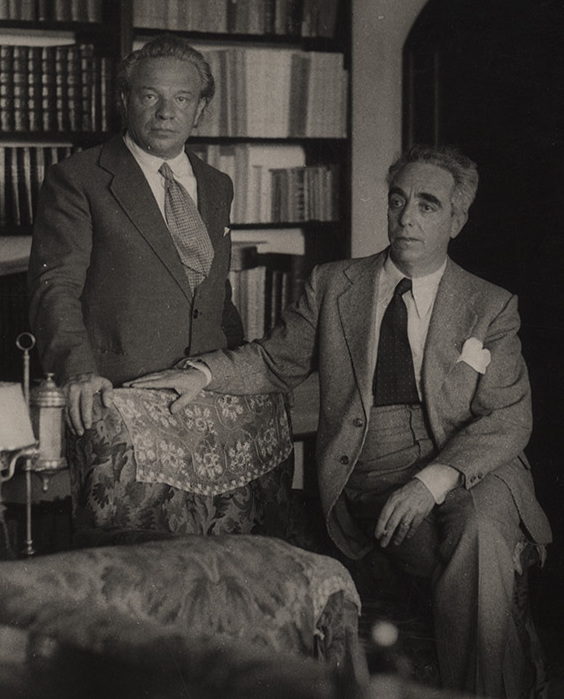
Ottorino Respighi con il librettista Claudio Guastalla. Roma, 1932

Compose inoltre numerosi lavori per il teatro, tra cui otto opere (da ricordare soprattutto Belfagor, La campana sommersa, Maria Egiziaca, La fiamma) e numerosi balletti; scrisse anche numerosi cicli di liriche per voce e pianoforte, spesso da lui interpretati in concerti assieme alla moglie Elsa, e molta musica da camera.

### Eredità artistica
Benché sia difficile rintracciare continuatori diretti dello stile orchestrale elaborato da Respighi, alcuni compositori, nondimeno, hanno citato il maestro bolognese fra i propri modelli - anche a diversi anni dalla sua morte. Fra i più significativi ricordiamo Benjamin Britten, che nel 1947, in una conversazione pubblicata da Elsa Respighi in "Cinquant'anni di vita nella musica" avrebbe detto: 
«Respighi è stato, si può dire, uno dei miei maestri e mi dispiace molto di non averlo potuto conoscere. Ma ho studiato a fondo tutte le sue partiture ricavandone molti insegnamenti»
Notevoli assonanze e analogie con la maniera respighiana sono rilevabili nella produzione colta dei suoi allievi, tra i quali spiccarono Ennio Porrino e Carlo Alberto Pizzini. Più in generale, l'influenza di Respighi viene individuata soprattutto nella musica nata per il cinema. In particolare, due grandi nomi legati alla composizione di colonne sonore, John Williams ed Ennio Morricone, hanno citato l'autore dei Pini fra le loro maggiori influenze. Morricone, peraltro, si è spinto a definire la Trilogia Romana come «il disco italiano più venduto in America».

## Il giudizio della critica

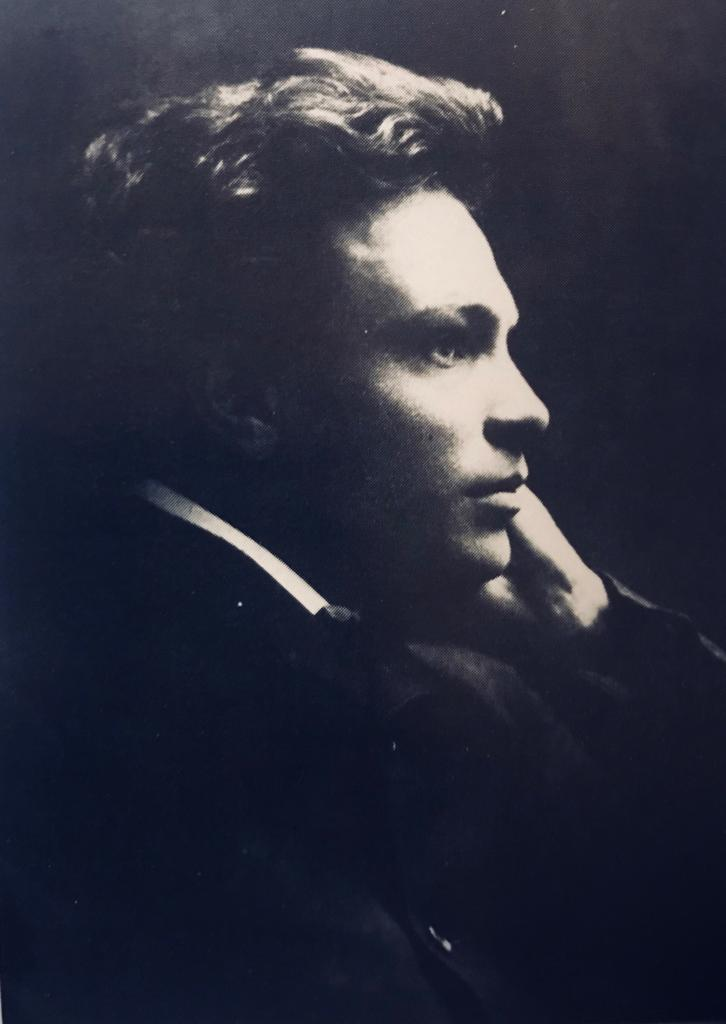
Ottorino Respighi a trentatré anni, 1912

Nelle parole di Lee G. Barrow, fra gli studiosi più attenti al compositore bolognese, «Ottorino Respighi è senza dubbio il compositore italiano più noto ed eseguito da Puccini in poi, oltre che il compositore italiano non strettamente operistico più eminente dopo Antonio Vivaldi. Tuttavia, se paragonato ad altri compositori della sua statura relativamente poco è stato scritto sul suo conto». Secondo Barrow, ad aver penalizzato l'interesse su Respighi ha contribuito una presunta associazione della sua musica con il fascismo (anche se il compositore non fu mai iscritto al PNF), nonché l'accusa di comporre con l'intento di compiacere le masse. Ciò avrebbe condotto l'intellighenzia critica a snobbare, sotto il profilo della considerazione artistica, un'eredità corposa di opere che stanno conoscendo una certa riscoperta. 
Il celebre critico Paolo Isotta, per decenni firma musicale del Corriere della Sera, considera Respighi «uno dei più grandi compositori del Novecento: non italiano, mondiale». Secondo Isotta, il modo di comporre di Respighi è quello di un "poeta dotto", «quanto ad amore rivissuto in ricreazione per la musica antica; quanto alla scelta dei testi musicati da compositore di musica vocale; e perché il suo modo di reagire alla crisi del linguaggio musicale dopo Wagner è il ricorrere alla ricchezza dei Modi». Oltre alla celebre Trilogia romana, è stato rimesso in evidenza il valore di alcune opere liriche dimenticate dal repertorio come La campana sommersa e, soprattutto, La fiamma. A tal proposito, lo storico della musica Piero Mioli scrive che Respighi «non fu un altro Puccini, ma fra tutti gli altri operisti del primo '900 italiano fu il più capace e più resistente, il più versatile e popolare [...] di tutti i neoclassici d'Europa fu il più idoneo a occupare un lusinghiero secondo posto» dopo Stravinskij.
Fra gli scritti più celebri della prima fase critica sul lavoro del compositore bolognese è quello di Massimo Mila, datato 1944. Nel suo breve saggio, Mila prende atto di una «inspiegabile diffidenza» della critica nei confronti dell'opera di Respighi, «quasi una sorta di gelosia» per la grandissima popolarità raggiunta dalle sue composizioni. Per descrivere tale successo Mila individua nella musica di Respighi la dote dell'«autorità», intesa come un'ispirazione che nasce coordinata in uno «spiccatissimo, classico senso costruttivo», un'«armoniosa cornice che talvolta può essere perfino l'origine prima» dell'ispirazione stessa. E tale autorità formale suscita istintivamente il rispetto del pubblico, nota il Mila. Nondimeno, la critica è concorde nel ritenere Respighi avverso alla sperimentazione come parte del procedimento creativo; un aspetto, invece, molto caro ai suoi stessi contemporanei. In tal senso «il gusto di Respighi è gusto di ieri e non di oggi, tipico del primo Novecento e proprio di quella parte di esso rimasta fino all'ultimo estranea alle correnti di pensiero che condussero al capovolgimento di valori morali ed estetici».

## Le opere

### Musica sinfonica
- Preludio, corale e fuga per orchestra P 30 (1901)
- Aria per archi P 32 (1901), revisione critica di S. Di Vittorio[16]
- Leggenda per violino e orchestra P 36 (1902), revisione critica di Roberto Diem Tigani[17]
- Concerto in la minore per pianoforte e orchestra P 40 (1902)
- Suite per archi P 41 (1902), revisione critica di S. Di Vittorio[18]
- Concerto in la maggiore per violino e orchestra P 49 (1903), completato da Salvatore Di Vittorio[19]
- Fantasia Slava per pianoforte e orchestra P 50 (1903)
- Humoreske per violino e orchestra P 45 (1903), revisione critica di Roberto Diem Tigani[20]
- Serenata per piccola orchestra P 54 (1904), revisione critica di S. Di Vittorio[21]
- Suite in sol maggiore, per archi ed organo P 58 (1906), revisione critica di S. Di Vittorio[22]
- Overtura Burlesca per orchestra P 59 (1906)
- Il Lamento di Arianna per mezzosoprano e orchestra P 88 (1908), revisione critica di S. Di Vittorio[23]
- Tre Liriche per mezzosoprano e orchestra P 99a (1913), orchestrazione completata da Salvatore Di Vittorio[24]
- Sinfonia drammatica per orchestra P 102 (1914)
- Le fontane di Roma, poema sinfonico per orchestra P 106 (1916)
- Antiche arie e danze per liuto (prima suite), per orchestra P 109 (1917)
- Ballata delle gnomidi, poema sinfonico per orchestra P 124 (1919)
- Adagio con variazioni per violoncello e orchestra P 133 (1921)
- Concerto gregoriano per violino e orchestra P 135 (1921)
- Antiche arie e danze per liuto (seconda suite), per orchestra P 138 (1923)
- I pini di Roma, poema sinfonico per orchestra P 141 (1924)
- Concerto in modo misolidio per pianoforte e orchestra P 145 (1925)
- Poema Autunnale per Violino e Orchestra (1925)
- Rossiniana, suite per orchestra da Les riens di Rossini P 148 (1925)
- Vetrate di chiesa, quattro impressioni sinfoniche P 150 (1926)
- Trittico botticelliano per piccola orchestra P 151 (1927)
- Impressioni brasiliane, suite su temi brasiliani per orchestra P 153 (1928)
- Gli uccelli, suite per piccola orchestra P 154 (1928)
- Toccata per pianoforte e orchestra P 156 (1928)
- Feste romane, poema sinfonico per orchestra P 157 (1928)
- Preludio e Fuga in re maggiore, su musica di J.S. Bach P 158 (1929)
- Cinque Studi-Tableaux, trascrizione per orchestra dalle op. 33 e 39 di S. Rachmaninov P 160 (1930)
- Metamorphoseon –Modi XII, tema e variazioni per orchestra P 169 (1930)
- Antiche arie e danze per liuto (terza suite), per orchestra d'archi P 172 (1931)
- Concerto a cinque per oboe, tromba, violino, contrabbasso, pianoforte e archi P 174 (1933)

### Musica da camera
- Sonata in fa minore per pianoforte P 16 (1897)
- Quintetto a fiati in sol minore, per flauto, oboe, clarinetto, corno e fagotto (incompiuto) P 21 (1898)
- Preludio per pianoforte P 23 (1898)
- Sei pezzi per pianoforte solo (1903-1905)
- Doppio quartetto in re minore, per due quartetti d'archi P 27 (1900)
- Quintetto in fa minore per pianoforte e archi P 35 (1902)
- Quartetto in re minore per archi P 91 (1909)
- Sonata in si minore per violino e pianoforte P 110 (1916-1917)
- Tre preludi sopra melodie gregoriane per pianoforte P 131 (1921)
- Quartetto dorico per archi P 144 (1924)
- Suite della tabacchiera per strumenti a fiato e pianoforte a quattro mani P 168 (1930)
- Belkis, regina di Saba, suite dal balletto in cinque quadri P 171 (1931)
- Concerto a cinque per oboe, tromba, violino, contrabbasso, pianoforte e archi P 174 (1933)

### Musica vocale
- Cinque canti all'antica per canto e pianoforte, testi di Boccaccio, Donini, Re Enzo P 71 (1906)
- Il Lamento di Arianna per mezzosoprano e orchestra P 88 (1908), revisione critica di S. Di Vittorio[23]
- Sei liriche, prima serie per canto e pianoforte, testi di D'Annunzio, Moréas, Aganoor Pompilj P 90 (1909)
- Aretusa, poemetto per voce e orchestra, testo di P.B. Shelley P 95 (1911 al Teatro Comunale di Bologna)
- E se un giorno tornasse..., recitativo per mezzosoprano e pianoforte, testo di V. Aganoor Pompilj, da Maeterlinck P 96 (1911)
- Sei liriche, seconda serie per canto e pianoforte, testi di Negri, Shelley, Samain, Rocchi P 97 (1912)
- Tre Liriche per mezzosoprano e orchestra P 99a (1913), orchestrazione completata da Salvatore Di Vittorio[24]
- Il tramonto, poemetto lirico per mezzosoprano e quartetto d'archi, testo di P.B. Shelley P 101 (1914)
- La sensitiva, poema lirico per voce e orchestra, testo di P.B. Shelley P 104 (1914-1915)
- Deità silvane, per soprano e pianoforte, testi di Antonio Rubino P 107 (1917)
- Cinque liriche per soprano e pianoforte, testi di Shelley, de Fersen e Tagore P 108 (1917)
- La donna sul sarcofago, lirica per canto e pianoforte, versi di Gabriele D'Annunzio P 121 (1919)
- La statua, lirica per canto e pianoforte, versi di Gabriele D'Annunzio P 122 (1919)
- Quattro liriche su testi di Gabriele D'Annunzio P 125 (1920)
- Quattro liriche su parole di poeti armeni per canto e pianoforte P 132 (1921)
- Deità silvane, per soprano e orchestra da camera (trascrizione di P 107), testi di Antonio Rubino P 147 (1925)
- Lauda per la natività del Signore per soli, coro e strumenti, testo attribuito a Jacopone da Todi P 166 (1930)

### Opere teatrali e balletti
- Re Enzo, opera comica, libretto di Alberto Donini P 55 (1905)
- Semirâma, poema tragico in tre atti, libretto di Alessandro Cerè P 94 (1910)
- Marie Victoire, opera in quattro atti e cinque quadri, libretto di Edmond Guiraud P 100 (1912-1914)
- La boutique fantasque, balletto su musiche di Rossini P 120 (1918)
- La pentola magica, azione coreografica in due quadri su temi popolari russi P 129 (1920)
- Scherzo veneziano, commedia coreografica P 130 (1920)
- Belfagor, commedia lirica, libretto di Claudio Guastalla, dalla commedia di Ercole Luigi Morselli P 137 (1921-1922)
- La campana sommersa, opera in quattro atti, libretto di Claudio Guastalla dal dramma di Gerhart Hauptmann P 152 (1925-1926)
- Maria Egiziaca, mistero in un atto e due episodi, libretto di Claudio Guastalla P 170 (1931)
- Belkis, regina di Saba, balletto in cinque quadri P 171 (1932) al Teatro alla Scala di Milano diretto da Franco Ghione
- La fiamma, melodramma in tre atti e quattro quadri, libretto di Claudio Guastalla da un romanzo di Hans Wiers-Jenssen P 175 (1933)
- La bella dormente nel bosco, fiaba musicale in tre atti, libretto di Gian Bistolfi, da Perrault P 176 (1933)
- Lucrezia, istoria in un atto e tre momenti, libretto di Claudio Guastalla P 180 (1935/1936, completata da Elsa Respighi)

### Libri
- Orpheus, manuale di storia e forme della musica, scritto insieme a Sebastiano Arturo Luciani (1926; edizione moderna: 2020).

## Discografia
- Fontane di Roma/Pini di Roma - Orchestra Filarmonica di Trieste / Francesco Mander, (RCA Victrola)
- I Pini di Roma/Fontane di Roma/Ancient Airs and Dances I-III (Antiche Arie e Danze) - Berliner Philharmoniker / Herbert von Karajan, (Deutsche Grammophon)
- I Pini di Roma/Feste Romane/Fontane di Roma - Orchestra dell'Accademia Nazionale di Santa Cecilia/Antonio Pappano, (EMI Classics)
- I Pini di Roma/Fontane di Roma - Chicago Symphony Orchestra / Fritz Reiner, (RCA) (on JVC in Japan)
- I Pini di Roma/Feste Romane/Fontane di Roma - Montreal Symphony Orchestra / Charles Dutoit, (Decca)
- I Pini di Roma/Feste Romane/Fontane di Roma - NBC Symphony Orchestra / Arturo Toscanini, (RCA)
- I Pini di Roma/Feste Romane/Fontane di Roma - Royal Philharmonic Orchestra / Enrique Bátiz, (Naxos)
- I Pini di Roma/Fontane di Roma/Feste Romane - Philadelphia Orchestra / Riccardo Muti, (EMI Digital)
- Brazilian Impressions/Metamorphoseon - Philharmonia Orchestra/ Geoffrey Simon, (Chandos)
- Ancient Airs and Dances I-III (Antiche Arie e Danze) - Philharmonia Hungarica/ Antal Doráti, (Mercury Records)
- Ancient Airs and Dances I-III (Antiche Arie e Danze) - RTÉ National Symphony Orchestra/ Rico Saccani, (Naxos)
- I Pini di Roma/Fontane di Roma/The Birds (Gli Uccelli) - London Symphony Orchestra/ István Kertész, (Decca)
- Church Windows (Vetrate di Chiesa) - Cincinnati Symphony Orchestra / Jesús López-Cobos, (Telarc)
- Three Botticelli Pictures (Trittico Botticelliano)/The Birds - Academy of St. Martin in the Fields, Los Angeles Chamber Orchestra / Sir Neville Marriner, (EMI Classics)
- Belkis, Queen of Sheba - Suite / Metamorphoseon - Theme & Variations - Philharmonia Orchestra / Geoffrey Simon, (Chandos)
- Suite in G for Organ and Strings - Robert Boughen / Queensland Symphony Orchestra / Vanco Cavdarski, (ABC Classics)
- Pines of Rome/ Fountains of Rome/ Metamorphoseon Modi XII - Cincinnati Symphony Orchestra/ Jesús López-Cobos (Telarc)
- Belfagor Overture / Pines of Rome / Fountains of Rome - London Symphony Orchestra / Lamberto Gardelli; The Birds / Trittico Botticelliano - Academy of St. Martin in the Fields / Sir Neville Marriner; Ancient Airs and Dances I-III - Los Angeles Chamber Orchestra / Sir Neville Marriner, (EMI Classics)
- Gli uccelli / Vetrate di Chiesa - Philadelphia Orchestra / Eugene Ormandy, with Scarlatti/Tommasini: Le donne di buon umore - Orchestra di Cleveland / Louis Lane, (Sony Classical)
- Sinfonia Drammatica - Slovak Philharmonic Orchestra / Daniel Nazareth, (Naxos)
- La Primavera / Quattro liriche su poesie popolari armene - Slovak Philharmonic Chorus/Slovak Radio Symphony Orchestra / Adriano, (Marco Polo)
- Variazioni sinfoniche / Preludio, corale e fuga / Burlesca / Ouverture carnevalesca / Suite in E major - Slovak Radio Symphony Orchestra / Adriano, Ferdinand Klinda, organo, (Naxos)
- Humoreske / Leggenda / Sei piccoli pezzi (transcription for orchestra by Adriano) / Rossiniana - Orchestra Sinfonica di Sassari / Roberto Diem Tigani, Marco Rogliano, violino, (Inedita CD)
- Concerto per Violino (in La Maggiore) / Aria per archi / Suite per archi / Rossiniana - Chamber Orchestra of New York / Salvatore Di Vittorio, Laura Marzadori-violino, (Naxos)

## Omaggi e riconoscimenti
I maestosi 40 secondi finali di Vetrate di Chiesa - S. Gregorio il Grande sono utilizzati dal celebre gruppo rock "Emerson Lake & Palmer" come "sigla finale" dei loro concerti dal vivo.
Per il suo film d'esordio Fireworks (1947) il regista underground Kenneth Anger scelse per il commento musicale parti della Trilogia romana di Ottorino Respighi.
Nel film d'animazione Fantasia 2000 della Disney il secondo episodio è basato sul poema sinfonico "Pini di Roma".
A Ottorino Respighi è stato intitolato nel 1991 il Conservatorio Statale di Musica di Latina, Istituzione di Alta Cultura, appartenente al sistema dell'Alta Formazione Artistica Musicale e Coreutica (AFAM).